# 山田禅二
山田 禅二（やまだ ぜんじ、1914年7月17日 - 没年不明）は、日本の俳優。本名は万田 正敏（まんだ まさとし）。北海道浦河郡浦河町出身。グループ71に所属していた。

## 来歴・人物
1929年、北海道庁立室蘭商業学校中退後、王子製紙工業苫小牧工場に入社。
映画『大学は出たけれど』を鑑賞したことがきっかけで、1936年に日活多摩川撮影所の美術部に入社 。翌年、俳優に転向し、助演俳優として活動 。戦後は大映に入る 。戯曲座の舞台でも活動した 。1954年に映画製作を再開した日活に戻り、アクション映画の悪役として活躍。1966年にフリーに転向して以降はテレビドラマを中心に活動した 。

## 出演

### 映画
- 土と兵隊（1939年、日活多摩川）
- 将軍と参謀と兵（1942年、日活多摩川）
- 蜘蛛の町（1950年、大映）
- 密林の女豹（1950年、大映）
- 美女と盗賊（1952年、大映）
- あにいもうと（1953年、大映） - 豊五郎
- 雁（1953年、大映） - 太助
- 金色夜叉（1954年、大映）
- 或る女（1954年、大映）
- 警察日記（1955年、日活） - 助役
- 人間魚雷出撃す（1955年、日活）
- 狂った果実（1956年、日活） - 漁師
- 志津野一平シリーズ 謎の金塊（1956年、日活） - 戸田透
- 永遠に答えず（1957年、日活） - 名越育造
- 幕末太陽傳（1957年、日活） - 坊主悠念
- 九人の死刑囚（1957年、日活） - 松本看守長
- 燃える肉体（1957年、日活） - 尾形刑事
- 霧の中の男（1958年、日活） - 高松刑事
- 東京のバスガール（1958年、日活） - 藤尾社長
- フランキー・ブーチャンの殴り込み落下傘部隊（1958年、日活） - 下士官
- JA750号機行方不明（1959年、日活）
- 銀座旋風児（1959年、日活） - 木原銀次郎
- 爆薬に火をつけろ（1959年、日活） - 呉泰三
- 事件記者 真昼の恐怖（1959年、日活） - 大田吉郎
- 事件記者 深夜の目撃者（1959年、日活） - タクシー運転手
- 錆びた鎖（1960年、日活） - 安井五郎
- あじさいの歌（1960年、日活） - 安田先生
- 青年の樹（1960年、日活） - 吉本
- 打倒（1960年、日活）
- 天下を取る（1960年、日活） - 吉山要吉
- 機動捜査班 罠のある街（1961年、日活）
- でかんしょ風来坊（1961年、日活） - カフェ・ライオン支配人
- 青い山脈（1962年、日活） - 松山浅右衛門（浅子の父）
- 危いことなら銭になる（1962年、日活） - 長井
- 事件記者 拳銃貸します（1962年、日活） - 大牟田源吉
- 示談屋（1963年、日活） - 麻生
- 俺は地獄の部隊長（1963年、日活） - 八路軍隊長
- 海賊船 海の虎（1964年、日活）
- 愛と死をみつめて（1964年、日活） - 和歌山のおじさん
- 殺人者を消せ（1964年、日活＝石原プロモーション） - 貨物船事務長
- 黒いダイスが俺を呼ぶ（1964年、日活） - 幸田
- 拳銃無頼帖 流れ者の群れ（1965年、日活） - 老警官
- 青春とはなんだ（1965年、日活） - 宮内校長
- 秩父水滸伝 必殺剣（1965年、日活）
- 泣かせるぜ（1965年、日活） - お父ちゃん（無線局長）
- あばれ騎士道（1965年、日活）
- 青春大統領（1966年、日活） - 浜村
- 夜霧の慕情（1966年、日活） - 岡本弁護士
- 放浪のうた（1966年、日活） - 神戸医師
- 絶唱（1966年、日活） - 差配人源助
- 命しらずのあいつ（1967年、日活） - 大村毅
- 対決（1967年、日活） - 高山安造
- 大巨獣ガッパ（1967年、日活） - かもめ丸船長
- 大幹部 無頼（1968年、日活） - 稲武組組長
- 地獄の破門状（1969年、日活） - 東家若燕
- 続 女の警察（1969年、日活） - 藤倉大造
- 七つの顔の女（1969年、松竹） - 小沢
- 日本最大の顔役（1970年、日活） - 久保山
- 戦争と人間（日活） - 梅谷庄吉
  - 第一部「運命の序曲」（1970年） - 梅谷庄吉
  - 第二部「愛と悲しみの山河」（1971年）
- スプーン一杯の幸せ（1975年、松竹） - 松田徹海

など

### テレビドラマ
- 戦え! マイティジャック 第21話「亡霊の仮面をはぎとれ」（1968年、CX / 円谷プロダクション） - 眼医者（Qの配下）
- 特別機動捜査隊（NET / 東映）
  - 第357話「情炎譜」（1968年）
  - 第370話「挑戦」（1968年）
  - 第421話「東京の流れの中で」（1969年） - 三宅
  - 第433話「全員救出せよ」（1970年） - 署長
  - 第436話「蟻の町」（1970年）
  - 第472話「南紀州を張込め」（1970年） - 源三
  - 第491話「最後の道化師」（1971年） - 院長
  - 第503話 - 第801話（1971年 - 1977年） - 田中係長 ※レギュラー
- 河童の三平 妖怪大作戦（1968年、NET / 東映）
  - 第7話「死神小僧」 - 建設会社社長
  - 第14話「あやつり坊主の怪」 - あやつり坊主
- バンパイヤ 第19話「ロックは死なず?」（1969年、CX / 虫プロ商事）- 警視総監
- 無用ノ介 第6話「剣につばする無用ノ介」（1969年、NTV / 国際放映） - 甚五左
- キイハンター 第63話「サイコロ仁義潜入作戦」（1969年、TBS / 東映）
- プレイガールシリーズ（12ch / 東映）
  - プレイガール
    - 第26話「女が野性に帰るとき」（1969年）
    - 第44話「悪童の性典」（1970年） - 健二の父
    - 第51話「女は体で勝負する」（1970年）
    - 第88話「夕陽に消えた憎い奴」（1970年）
    - 第155話「スリラー 墓場から来た脅迫状」（1972年） - 部長
    - 第162話「おとこ泣かせ 裸のヴィーナス」（1972年） - 久三
    - 第168話「怪談 怨霊べに茶碗」（1972年） - 茂助
    - 第183話「温泉町の流れ医者」（1972年）
    - 第188話「ギャングが女湯にやって来た」（1972年） - 高山
    - 第256話「大雪原の裸地獄」（1974年） - 校長
    - 第267話「怪談 美女呪いの湖」（1974年） -
    - 第280話「怪談 悪魔のような凄じい女」（1974年） - 藤吉

  - プレイガールQ 第25話「連れ込みホテル殺人事件」（1975年）
- 女殺し屋 花笠お竜 第7話「合言葉は忠治好みの女」（1969年、12ch / 国際放映）
- 鬼平犯科帳（NET / 東宝）
  - 第1シリーズ（1970年）
  - 第22話「決闘」 - 茶店の主人
  - 第51話「艶婦の毒」 - うどん屋の親爺
  - 第63話「女賊の恋」 - 千鳥屋儀助
  - 第2シリーズ 第10話「隠居金七百両」（1971年） - 松浦与助
- 燃えよ剣 第18話「京の町の夜」（1970年、NET / 東映）
- 日本怪談劇場 第12話「怪談 乳房の呪い」（1970年、12ch）- 行庵
- 旗本退屈男（1971年、CX / 東宝）
  - 第14話「小田原の虫退治」 - 服部八郎兵衛
  - 第26話「大暴れ主水之介」 - 要屋清兵衛
- 人形佐七捕物帳 第2話「謎の銀かんざし」（1971年、NET / 東宝）
- 軍兵衛目安箱 第16話「迷い道の町」（1971年、NET / 東映） - 七兵ヱ
- なんたって18歳! 第40話「まどか捕物帖」（1971年、TBS）
- ターゲットメン 第1話（1971年、NET / 東映）
- 天皇の世紀 第一部 第8回「降嫁」（1971年、ABC） - 老僕
- 一心太助 第17話「この子誰の子」（1972年、CX / 国際放映） - 用人
- 緊急指令10-4・10-10 第21話「宇宙から来た暗殺者」（1972年） - 巡査
- 仮面ライダーシリーズ（NET / 東映）
  - 仮面ライダー（1972年）
    - 第43話「怪鳥人プラノドンの襲撃」 - 警視庁刑事部長
    - 第83話「怪人イノカブトン 発狂ガスでライダーを倒せ」 - 樺島病院院長[3]

  - 仮面ライダーV3 第3話「死刑台のV3」（1973年） - 関三郎[4]
- ライオン奥様劇場 男の償い（1972年、CX）
- 荒野の素浪人 第1シリーズ 第4話「必殺 帰らざる街道」（1972年、NET / 三船プロ） - 飯屋の親爺
- 荒野の用心棒（1973年、NET / 三船プロ）
  - 第24話「女豹は白銀峡に吼えて…」
  - 第31話「女怨み唄 地の果てに流れ…」
- 太陽にほえろ!（NTV / 東宝）
  - 第10話「ハマッ子刑事の心意気」（1972年） - 横浜市浜崎署次長
  - 第30話「また若者が死んだ」（1973年） - 巡査
  - 第69話「初恋への殺意」（1973年） - 不動産屋
  - 第78話「恐怖の瞬間」（1974年） - 佐伯真一郎（弁護士）
  - 第97話「その子に罪はない!」（1974年） - 医師
  - 第113話「虫けら」（1974年） - 医師
  - 第121話「審判なき罪」（1974年） - アパート大家
  - 第236話「砂の城」（1977年） - 貫井建設社長
  - 第327話「爆弾」（1978年）
  - 第291話「トラック刑事」（1978年） - 東亜運輸社長
  - 第350話「高校時代」（1979年） - 尾崎
  - 第412話「似顔絵」（1980年） - 老人
- ジャンボーグA 第2話「大逆襲! アンチゴーネ」（1973年、NET / 円谷プロダクション） - 医師 ※ノンクレジット
- ウルトラマンA 第44話「節分怪談! 光る豆」（1973年） - 医師
- 愛の戦士レインボーマン（1973年、NET / 東宝）
  - 第20話「M作戦をぶっ飛ばせ!!」
  - 第22話「一億人を救え!!」
- 火曜日の女シリーズ 男と女と（1973年、NTV）
- 恐怖劇場アンバランス 第8話「猫は知っていた」（1973年、CX / 円谷プロダクション） - 平坂勝也
- 雑居時代 （1973年、NTV / ユニオン映画） - 水島
  - 第7話「夏代の家出!」
  - 第10話「任侠くの一」
- 非情のライセンス（NET / 東映）
  - 第1シリーズ 第12話「兇悪の空」（1973年） - 親爺
  - 第2シリーズ
    - 第7話「兇悪の黒い天使」（1974年） - 貸付課長
    - 第43話「兇悪の密室」（1975年） - 藤本
    - 第82話「兇悪の接吻」（1976年） - 主人
    - 第108話「未練心」（1976年） - 管理人
- 流星人間ゾーン 第5話「キングギドラをむかえ撃て」、第6話「キングギドラの逆襲」（1973年） - 井川和雄
- キカイダー01 第24話「悪魔の業!?地球ブタの惑星計画」（1973年、NET / 東映） - 中西
- ダイヤモンド・アイ 第19話「キングコブラの大復活」（1974年、NET / 東宝） - 警視総監 ※ノンクレジット
- 右門捕物帖（NET / 東映）
  - 第5話「通り魔」（1974年）
  - 第34話「母恋地蔵」（1974年）
  - 第39話「黄金の墓」（1974年）
  - 第44話「炎の罠」（1975年）
- 高校教師 第12話「裸の愛を受けとめて」（1974年、12ch / 東宝）
- 大河ドラマ
  - 勝海舟（1974年）
  - 花神（1977年）
- 傷だらけの天使 第13話「可愛い女に愛の別れを」（1974年、NTV / 東宝）
- 赤い迷路 （1974 - 1975年、大映テレビ / TBS）[5]
- 日本沈没（1974年、TBS）
  - 第15話「大爆発・海底油田」 - 漁師
  - 第25話「噫々東京が沈む」 - 整備係
- 伝七捕物帳（NTV / ユニオン映画）
  - 第63話「見合いをした女」（1975年） - 後藤庄三郎
  - 第85話「恋の飛脚は東海道」（1975年）
  - 第143話「冥土からきた男」（1977年） - 備前屋忠兵衛
  - 第146話「炎に泣いた父子鳥」（1977年） - 医者
- ザ★ゴリラ7 第18話「明日なき殺人ジャガー」（1975年、NET / 東映）
- 影同心II 第9話「山茶花一輪武士の首」（1975年、MBS / 東映）
- 必殺仕置屋稼業 第27話「一筆啓上 大奥が見えた」（1976年、ABC / 松竹） - 横溝甚兵衛
- 忍者キャプター 第2話「ロケット忍法の秘密」（1976年、12ch / 東映） - 霧島博士
- ベルサイユのトラック姐ちゃん 第4話「ベルトラ姐ちゃん必勝法!」（1976年、NET / 東映）
- ぐるぐるメダマン（1976年、12ch / 東映）
  - 第6話「うみぼうず突然変身」 - 眼鏡屋の主人
  - 第23話「ママは鳥かごの中」 - 家主
- グッドバイ・ママ（1976年、TBS）
- 5年3組魔法組 第17話「マンガンキーで大騒ぎ!」（1977年、ANB / 東映）
- 小さなスーパーマン ガンバロン 第7話「恐怖!ガリバー大作戦」（1977年、NTV） - 紙芝居屋
- 快傑ズバット 第19話「悲恋 破られたラブレター」（1977年、12ch / 東映） - 石上厳
- 特捜最前線（ANB / 東映）
  - 第25話「北陸路 七年後の女」（1977年）
  - 第40話「初指令・北北東へ急行せよ!」（1978年）
  - 第50話「兇弾・神代夏子死す!」（1978年）
  - 第57話「改造拳銃・失われたロック!」（1978年）
  - 第64話「牛肉闇ルート殺人事件!」（1978年）
  - 第73話「蝶が舞う殺人現場!」（1978年）
  - 第83話「凶悪のラブハンター!」（1978年）
  - 第95話「爆破魔・傷だらけのアイドル!」（1979年）
- Gメン'75（TBS / 東映）
  - 第112話「宇宙食の恐怖」（1977年）
  - 第180話「トンネルに消えた女子高生」（1978年） - 警察署幹部
- スパイダーマン 第19話「まぼろしの少年 地図にない村」（1978年、12ch / 東映） - 史郎の祖父
- 大追跡 第9話「現金輸送車強奪」（1978年、NTV / 東宝）
- 大都会シリーズ（NTV / 石原プロモーション）
  - 大都会 闘いの日々 （1976年）
    - 第18話「少年」 - 証言者
    - 第30話「縁談」

  - 大都会 PARTII 第18話「暁の兇弾」（1977年） - 青山学院教員（人質）
  - 大都会 PARTIII
    - 第9話「高層の狙撃者」（1978年） - ビルの所有者 ※ノンクレジット
    - 第29話「爆殺のプレリュード」（1978年） - 自動車整備工場長
    - 第39話「警官殺し」（1979年）
- 西部警察（ANB / 石原プロモーション）
  - 第5話「爆殺5秒前」（1979年） - 信田幸子の父
  - 第45話「大激走! スーパーマシン」（1980年） - 自動車整備工
- 大空港 第61話「兇悪密輸組織撃滅作戦」（1979年、CX / 松竹）